# 莱茵河畔诺伊堡
莱茵河畔诺伊堡是德国莱茵兰-普法尔茨州的一个市镇。总面积8.25平方公里，总人口2552人，其中男性1263人，女性1289人（2011年12月31日），人口密度309人/平方公里。